# King (futebolista)
Nivacir Innocencio Fernandes, mais conhecido como King (Curitiba, 6 de janeiro de 1917 - Suzano, 14 de abril de 1978), foi um futebolista brasileiro que atuava como goleiro.
Seu apelido derivava, do filme King Kong, de 1933, por ele conseguir segurar uma bola de futebol com apenas uma mão, da mesma maneira que o gorila cinematográfico fez com uma moça, embora tenha "pegado" apenas como "King".
Irmão de Teleco, estrela do Corinthians, King foi uma das primeiras estrelas do São Paulo após sua refundação, em 1935.

## Carreira
Aos dez anos, começou a jogar no Brasil, clube varzeano de Curitiba, e, mais tarde, foi para o Elite, que defenderia na segunda divisão do Campeonato Paranaense, em 1932. O técnico Canhoto, do hoje extinto Palestra Itália de Curitiba, viu-o jogar e convenceu-o a ir jogar em seu clube, apesar do assédio de outros times e da tentativa do Elite de mantê-lo. Ele começou no segundo quadro do Palestra, mas, após apenas quatro partidas, ganhou a vaga de titular no primeiro quadro, que ocupou durante todo o Campeonato Paranaense daquele ano.
Seu irmão Teleco, que já atuava no Corinthians, tentou levar para lá seu irmão, mas este preferiu o São Paulo, aonde chegou, em 1936, aos dezenove anos. King estreou pelo Tricolor em 25 de janeiro de 1936, no primeiro jogo após a refundação do clube, uma vitória por 3 a 2 sobre a Portuguesa Santista. Carismático, foi transformado em ídolo pela torcida, mas deixou o clube numa disputa salarial, em 1938, e foi para o Flamengo.
No Rio de Janeiro, disputou apenas dez partidas, acumulando duas vitórias, um empate e sete derrotas.
Poucos meses depois, voltou ao São Paulo, mas, com Roberto Gomes Pedrosa como titular, foi para o segundo quadro, pelo qual foi campeão em 1940. Assumiu o posto de titular, novamente, no Campeonato Paulista de 1941, sagrando-se vice-campeão, mas, no ano seguinte, perderia a posição para Doutor, na campanha do vice-campeonato paulista.
Destacou-se na conquista do Campeonato Paulista de 1943, especialmente no jogo decisivo, um empate sem gols com o Palmeiras. Tendo suportado o que a Folha de S. Paulo considerou "o maior 'bombardeio' de toda a sua carreira", foi, ao final do jogo, carregado pela torcida até os vestiários. O São Paulo foi vice-campeão em 1944, com King na meta, porém, em 1945, ele perderia a vaga para Gijo, e o São Paulo conquistaria o título. Em entrevista dada em 1969, King dizia que, em 1946, já não tinha mais a mesma condição física do começo da carreira, o que se refletiu em suas atuações.
Quando o São Paulo implantou um esquema mais profissional de trabalho, em 1947, com regime alimentar diferenciado e concentrações, o goleiro, querendo manter sua "liberdade", teria dito para Vicente Feola, da comissão técnica tricolor: "Quero continuar vivendo como fiz desde os meus tempos de infância. Quero ser livre, pois não posso dispensar o convívio de amigos que me convidam para as noites alegres. Se o regime for esse, você tem liberdade total para decidir sobre o meu destino." Diante da sugestão de Feola para que ele procurasse outro clube para jogar, King retrucou: "Se não for no São Paulo, não jogarei mais futebol." King, então, encerrou sua carreira, e o São Paulo contratou-o para cuidar das concentrações. Ele ainda é o sétimo goleiro que mais defendeu o São Paulo na história, com 204 partidas.
A decisão, entretanto, não seria definitiva. João Guidotti, conselheiro do São Paulo e presidente do XV de Piracicaba, chamou-o para defender o clube do interior, oferecendo-lhe, além do salário, o estádio do clube para morar. Na campanha do XV na segunda divisão, que lhe valeu o título e o acesso à primeira divisão em 1949, King disputou cinco partidas. Ele pensou em voltar a São Paulo, mas acabou desistindo e encerrou novamente a carreira, tornando-se, então, o massagista do clube piracicabano.
Vinte anos depois, ainda estava no XV, tendo trabalhado ainda como técnico, preparador físico, chefe de almoxarifado e com as categorias de base, além de ter disputado algumas partidas pelo time de veteranos do clube.

## Dados
- Jogos disputados pelo São Paulo: 204[7][8]
- Primeiro jogo  de 25/01/1936
- Último jogo: 13/07/1947
- Gols sofridos pelo São Paulo: 303[7][8]

## Títulos
São Paulo
- Campeonato Paulista: 1943, 1945, 1946

XV de Piracicaba
- Campeonato Paulista - Série A2: 1948